# لپسئی
لپسئی (به قزاقی: Lepsy) یک منطقهٔ مسکونی در قزاقستان است که در شهرستان آلاکل واقع شده‌است. لپسئی ۱٬۱۵۱ نفر جمعیت دارد.